# Rochuskirche (Düsseldorf)

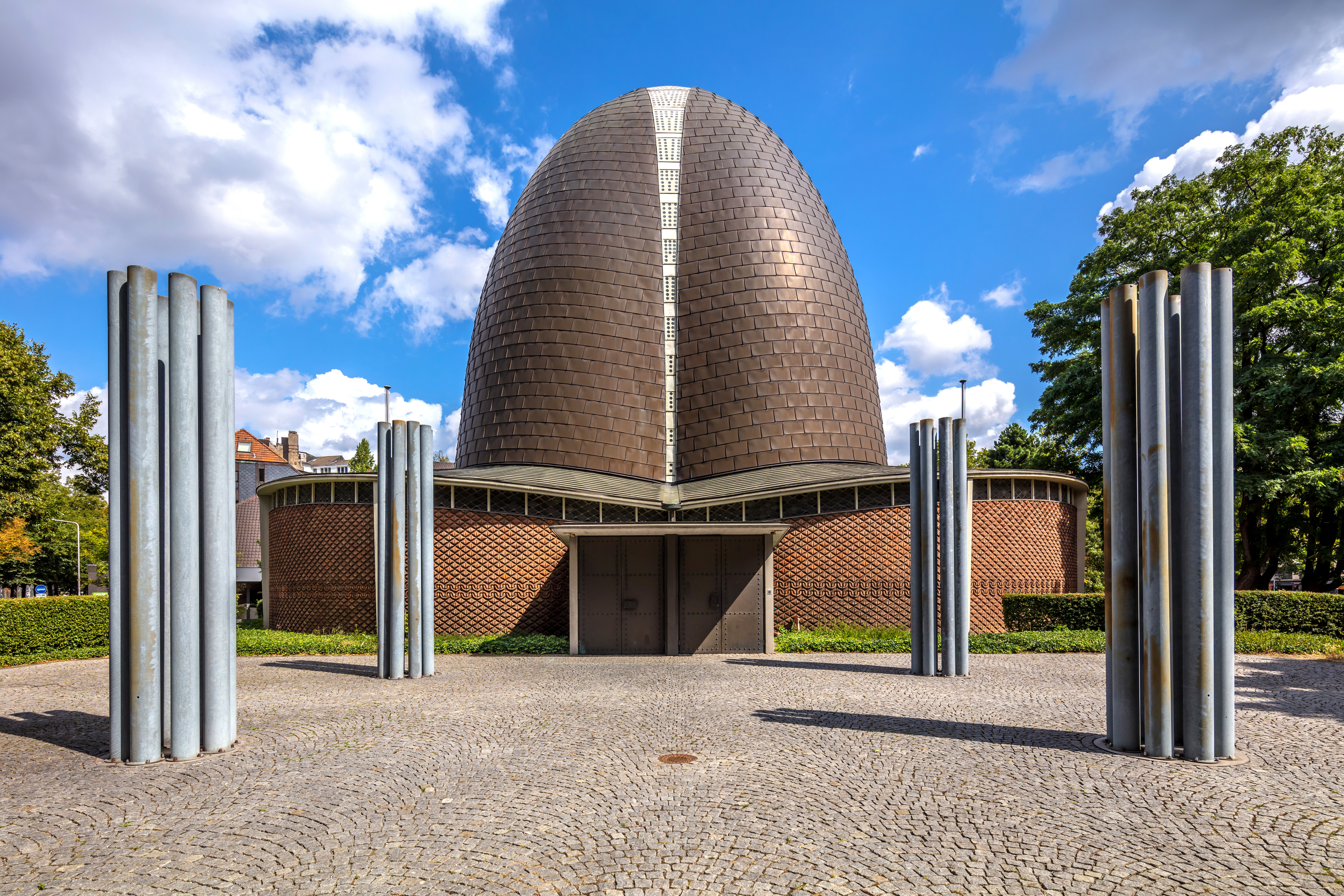
Kirchenraum mit Eingangsportal und Vorplatz mit stilisierten Jochen des ehemaligen Langschiffs.

Die katholische Kirche St. Rochus befindet sich am Rochusmarkt 5 im Düsseldorfer Stadtteil Pempelfort. Sie stellt die Nachfolgerin der Ende des 19. Jahrhunderts abgerissenen Rochuskapelle dar. Die gleichnamige Pfarrei wurde 1890/1891 gegründet und am 1. Januar 2013 aufgelöst, indem sie sich ihrer historischen „Mutterpfarre“ Hl. Dreifaltigkeit anschloss.

## Ursprungsbau
Die neuromanische Rochuskirche wurde in den Jahren von 1894 bis 1897 nach Plänen des Architekten Josef Kleesattel errichtet. Sie wurde 1897 geweiht und von der Gemeinde bezogen. Sie stand in der Folge von St. Aposteln in Köln, hatte mehrere Türme und dreigeschossige Apsiden an Langhaus und Querhaus.
Sie war eine dreischiffige Pfeiler-Säulenbasilika mit halbkreisförmig geschlossenem Chor mit einem Chorumgang. Die dreischiffigen Kreuzflügel hatten auch halbkreisförmige Abschlüsse. Über der Vierung erhob sich ein massiver, achteckiger Turm mit 47 Metern Höhe. Das Mittelschiff war reich durch Triforienumgänge und Fensterarkaden gegliedert. Dem Mittelschiff war der noch heute bestehende Hauptturm vorgestellt. Bemerkenswert an dem Turm waren das Portal und die Eingangshalle. Auf beiden Seiten des Hauptchors waren Osttürmchen angeschlossen. Die Orgelbühne erstreckte sich über dem oberen Turmgeschoss und dem ganzen ersten Mittelschiffsjoch. Sakristei und Nebenräume waren in den einspringenden Ecken zwischen Chor und Kreuzschiff. Die Außenflächen hatten eine Tuffsteinverblendung; die übrige Architektur bestand aus Sandstein. Die Arkadensäulen des Mittelschiffs bestanden aus belgischem Granit. Die Baukosten betrugen 800.000 Mark. Die Kirche hatte für 3400 Personen Platz.
Der Glasmaler Alexander Linnemann schuf Ende des 19. Jahrhunderts 13 Glasfenster für die Kirche. Skizzen und alte Fotos befinden sich im Linnemann-Archiv.
Die Kirche wurde 1902 mit einer Orgel von Ernst Seifert ausgestattet, die drei Manuale und 72 Register hatte. Dieses stattliche Instrument wurde von Ernst Seifert 1936 noch erweitert auf vier Manuale und 91 Register.

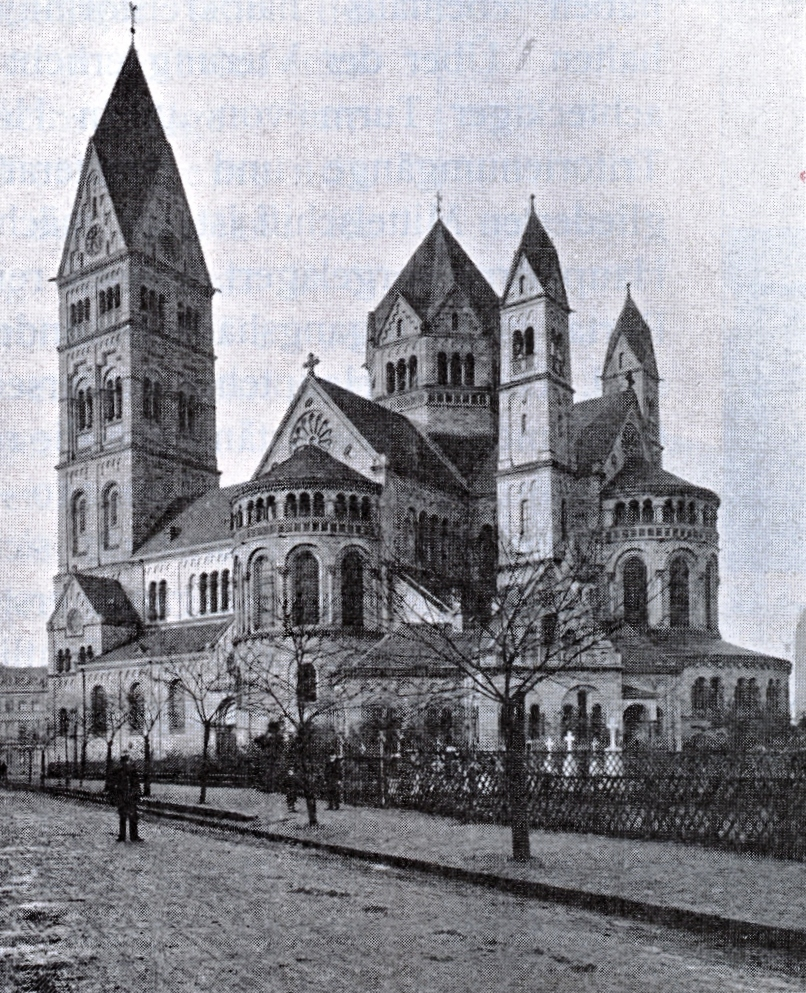
Ursprungsbau der Rochuskirche
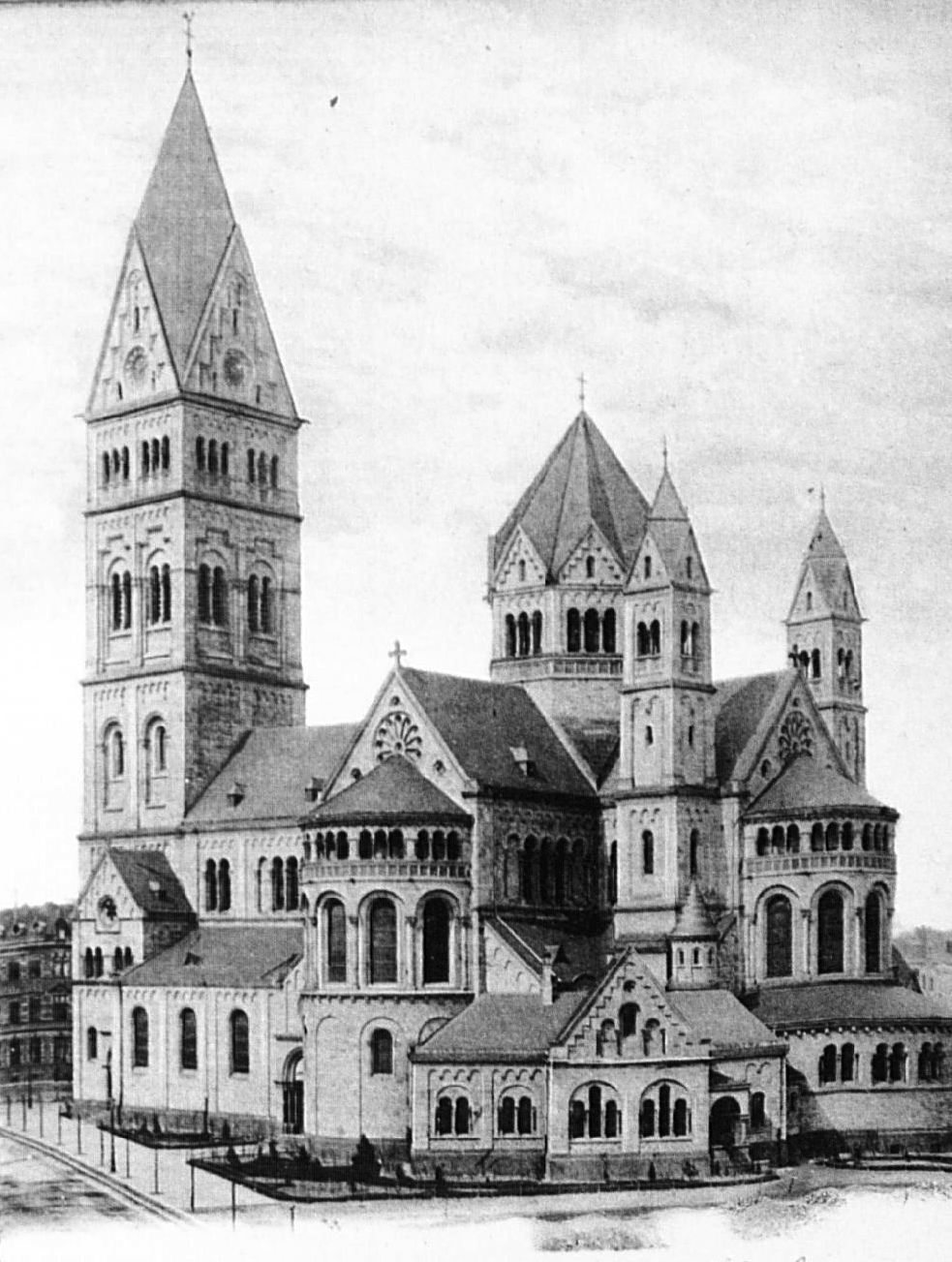
Aufnahme um 1900
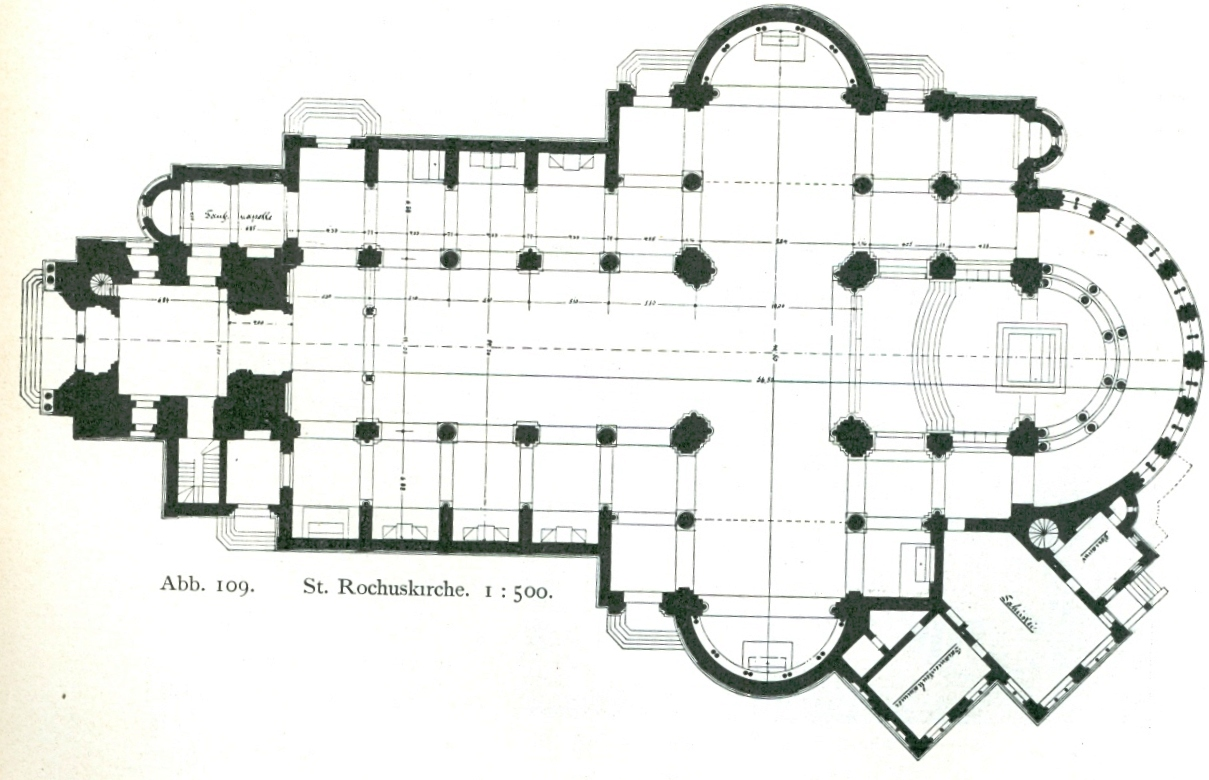
Grundriss
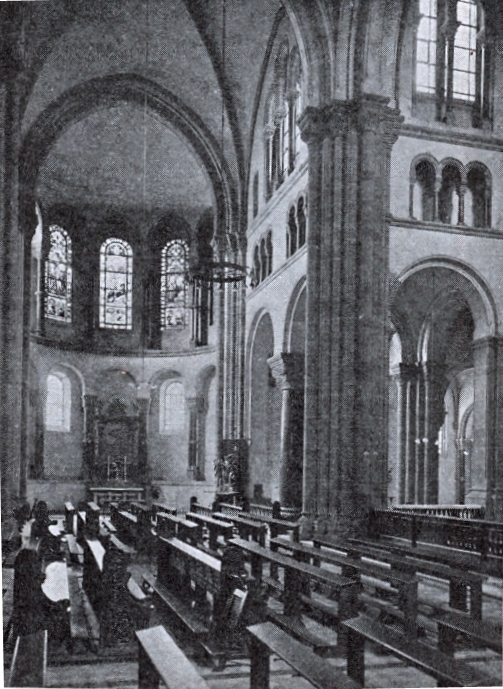
Innenansicht zum Seitenschiff
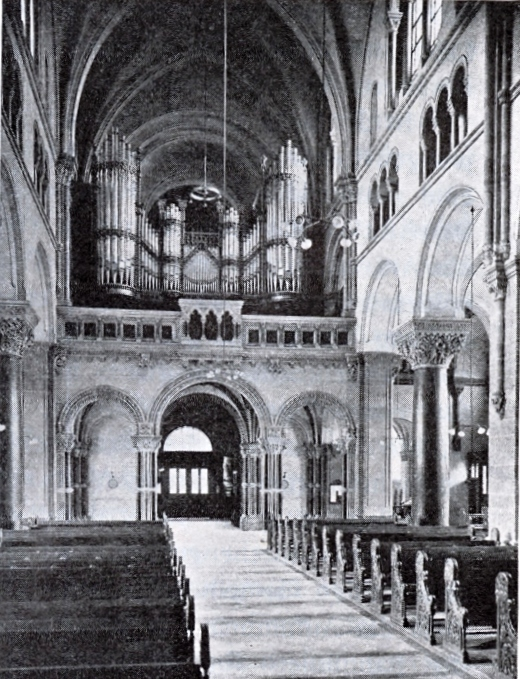
Innenansicht zur Empore
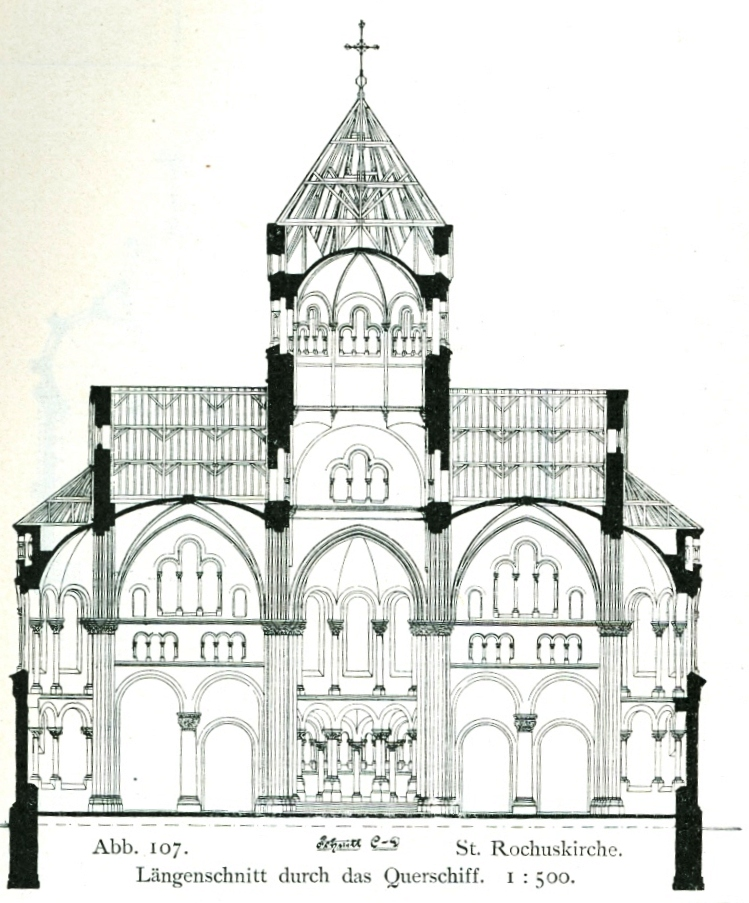
Längenschnitt durch das Querschiff
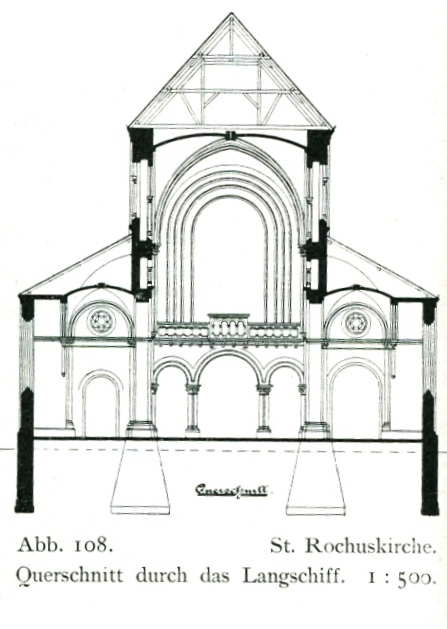
Querschnitt durch das Langschiff

## Heutige Kirche

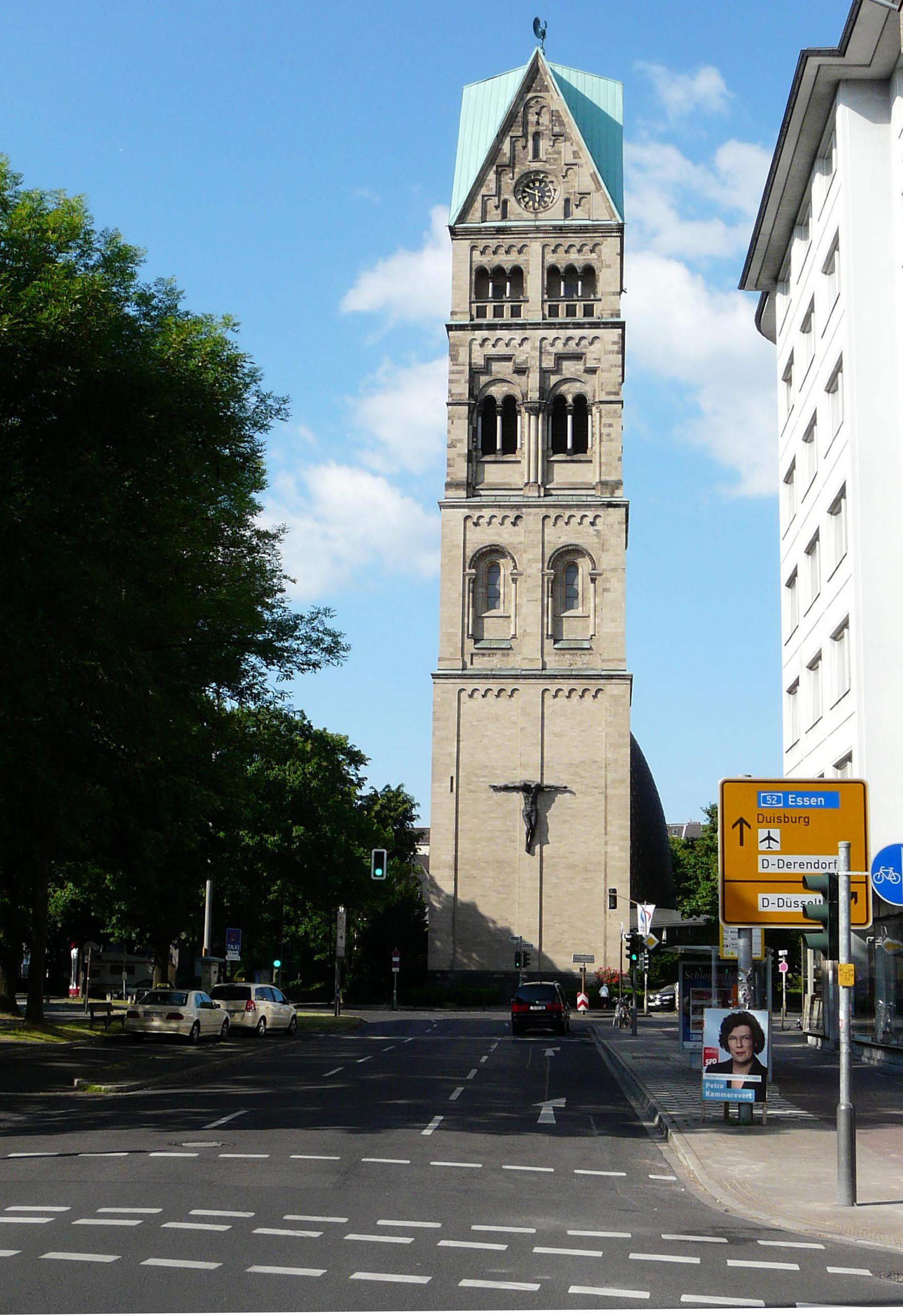
Turm der Rochuskirche

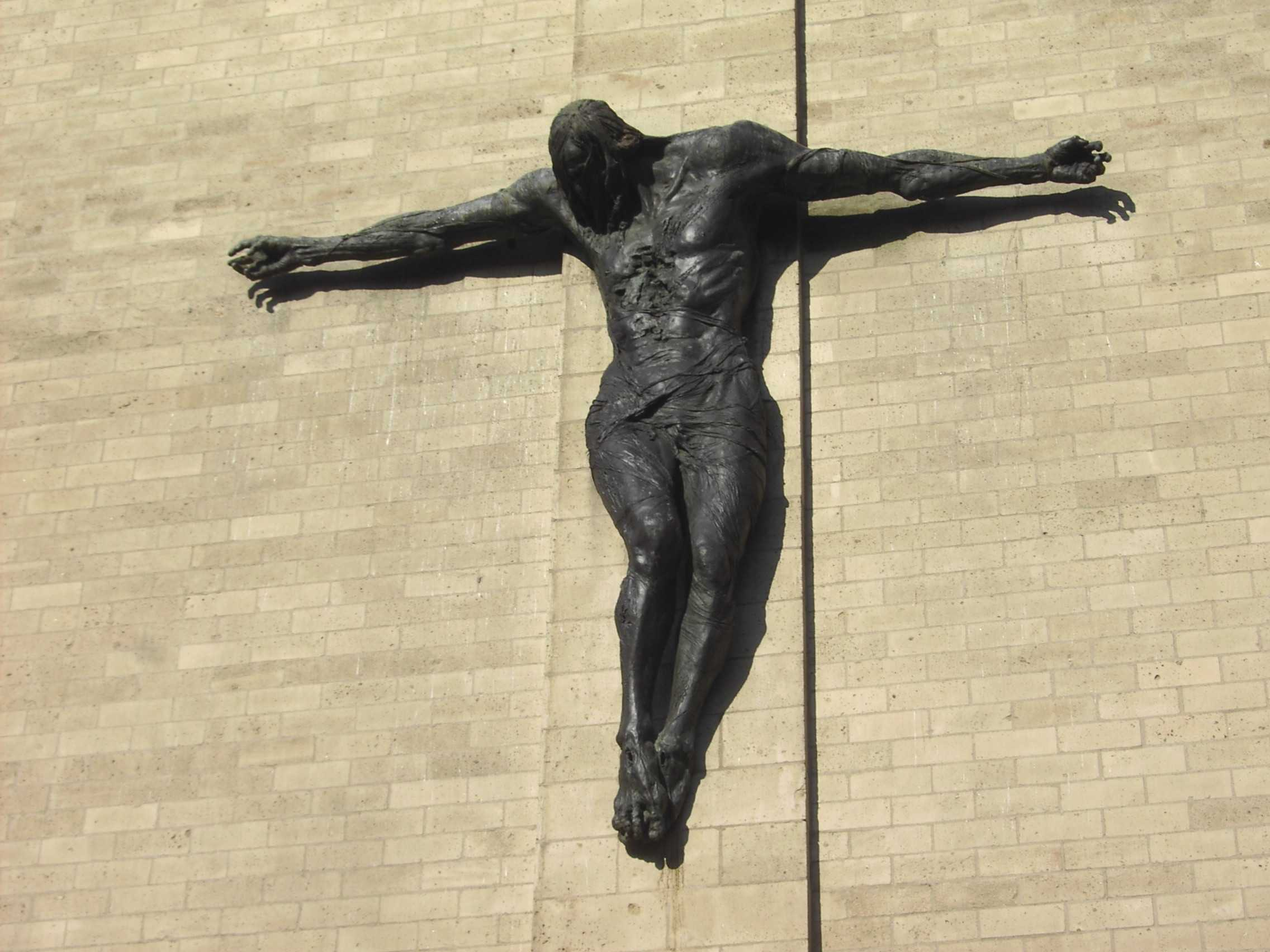
Christusfigur von Bert Gerresheim am Turm

Nach den Zerstörungen durch Luftangriffe auf Düsseldorf im Zweiten Weltkrieg blieb die Kirche zunächst als Ruine stehen. 1950 entschied die Gemeinde, die Ruine nicht wiederaufzubauen, auch wenn dies noch möglich gewesen wäre. 1953 wurde die Ruine mit Ausnahme des Glockenturmes gesprengt. Der alte Kirchturm blieb mit verkürztem Turmhelm und entferntem Hauptportal als Mahnmal stehen.
Die neue Kirche wurde vom Gemeindepfarrer (1947–1971) Peter-Heinrich Dohr entworfen und in der Statik berechnet, der Architekt Paul Schneider-Esleben übernahm die Ausführung. Der Bau wurde im August 1954 fertiggestellt. Der Kirchenraum wurde durch einen modernen, eiförmigen Kuppelbau rund um den ehemaligen Hochaltar ersetzt. Der Bau hat eine Fassade aus rautenförmigen Ziegeln und wird von einem durchlaufenden Wellenband belebt. Fassade und Dachaufbau sind durch ein schmales umlaufendes Lichtband getrennt. Über einem Dreipassgrundriss fügen sich die Paraboloidschalen in einer Stahlskelettkonstruktion zu einem zentralen Kuppelbau zusammen. Die Kuppel besteht aus drei Beton-Knickschalen, die 7 cm dick sind und sich gegeneinander stützen. Sie lasten am Knickpunkt auf zwölf dünnen Säulen. Die Abdeckung der Kuppel besteht aus Kupferblech, deren hellgrüne Patina bis zu einer Generalrenovierung in den 1990er Jahren das äußere Erscheinungsbild dominierte. Die damals erneuerten Abdeckplatten sind oberflächenbehandelt; seither deckt eine schwere kupferfarbene Haube die Kirche. Der Raum zwischen Kirche und altem Turm dient nun als Vorplatz; einige Stilelemente markieren den Verlauf des ehemaligen Langhauses.
Ursprünglich sollte Schneider-Esleben auch die Innenausstattung des Neubaus übernehmen; Pfarrer Peter Dohr gewann aber den Bildhauer Ewald Mataré dafür. Ab 1955 stattete Mataré, unterstützt von seinen Studenten, St. Rochus mit Grundstein, Taufbecken, Kanzel, Altar, Sedilien und mehreren sakralen Gegenständen aus.
Am Turm ist ein von Bert Gerresheim zum Deutschen Katholikentag 1982 geschaffenes Kruzifix (ohne Kreuz) angebracht. Es ist dem im Vernichtungslager Auschwitz ermordeten Franziskanerpater Maximilian Kolbe gewidmet.
Friedhelm Mennekes schrieb 2015, die Kirche sei der „radikalste Kirchenbau nach dem Zweiten Weltkrieg“.
Mitte 2024 hieß es gerüchteweise, die katholische Kirche wolle im Rahmen der etwa Halbierung ihrer Gebäude die Rochuskirche an einen Investor verkaufen. Der zuständige Pfarrverweser Ansgar Steinke erklärte dazu: „Es gibt nicht die Absicht, die Rochuskirche zu veräußern“. Andererseits konnte er aber nicht ausschließen, dass das Gebäude langfristig nicht mehr als Kirche genutzt wird. In der einzigen Messe am Sonntag um 18 Uhr kämen noch „30 minus x, manchmal auch unter 20“.

## Orgel
Die Orgel wurde 1982 von dem Orgelbauer Walcker erbaut. Das Kegelladen-Instrument hat 23 Register auf zwei Manualen und Pedal. Die Spiel- und Registertrakturen sind elektrisch.
| I Hauptwerk C– |     |
| Gedeckt        | 16′ |
| Prinzipal      | 8′  |
| Holzgedackt    | 8′  |
| Oktave         | 4′  |
| Koppelflöte    | 4′  |
| Feldflöte      | 2′  |
| Mixtur V       |     |
| Trompete       | 8′  |
| Tremulant      |     |

| II Schwellwerk C– |       |
| Rohrflöte         | 8′    |
| Weidenpfeife      | 8′    |
| Prinzipalflöte    | 4′    |
| Superoktave       | 2′    |
| Sifflöte          | 1 ⁄3′ |
| Scharff IV        |       |
| Sesquialter II    |       |
| Oboe              | 8′    |
| Tremulant         |       |

| Pedal C–      |     |
| Subbass       | 16′ |
| Gedacktbass   | 16′ |
| Prinzipalbass | 8′  |
| Gedacktbass   | 8′  |
| Choralbass    | 4′  |
| Bassflöte     | 2′  |
| Fagottbass    | 16′ |

- Koppeln: II/I, I/P, II/P

## Glocken
Im Jahr 1924 goss die renommierte Glockengießerei Otto aus Hemelingen/Bremen für die St.-Rochus-Kirche ein fünfstimmiges Bronzegeläute mit einem Gesamtgewicht von 14.247 kg. Die Schlagtonreihe lautete: gis0 – h0 – cis′ – dis′ – e′. Das Geläute wurde im Zweiten Weltkrieg beschlagnahmt und eingeschmolzen. Nach Glockenlieferungen der Fa. Otto in den Jahren 1955 und 1965 verfügt die Rochuskirche wieder über ein fünfstimmiges Bronzeglockengeläute mit der Schlagtonreihe: es′ – ges′ – as′ – b′ – ces″. Die Glocken haben folgende Durchmesser: 1314 mm, 1150 mm, 1018 mm, 913 mm, 861 mm und wiegen: 1350 kg, 975 kg, 675 kg, 500 kg, 410 kg.